# Eupithecia subpulchrata
Eupithecia subpulchrata is een vlinder uit de familie spanners (Geometridae). De wetenschappelijke naam is voor het eerst geldig gepubliceerd in 1883 door Alphéraky.
De soort komt voor in Afghanistan, het noordwesten van China, Oezbekistan, het zuiden van Kazachstan en Turkmenistan.